# Nikoline Splittorff
Nikoline Holm Splittorff (født 16. maj 1999) er en dansk mountainbike-orienteringsrytter, der seks gange er blevet verdensmester og har vundet Det Internationale Orienteringsforbunds (IOF) samlede World Cup i MTBO for kvinder i 2024 og 2023.
Nikoline Splittorff er også U23 verdensmester (unge under 23 år), vinder af kvindernes samlede World Cup for U23 og tredobbelt junior-verdensmester.
Nikoline Splittorff vandt sin første individuelle, internationale mesterskabsmedalje som 22-årig – det blev til en guldmedalje på mellemdistancen ved europamesterskabet (EM) i Portugal (2021).  Hun har siden vundet guld seks gange ved EM og har vundet danmarksmesterskabet (DM) tre gange.
I MTBO er Nikoline Splitorffs særlige styrke vedholdenhed, hurtighed og evnen til at tage fordelagtige vejvalg.

## Karriere
Nikoline Splittorff har siden sin barndom løbet orienteringsløb for FIF Hillerød Orientering og har været udtaget til det danske landshold ved junior-VM i orientering i 2016.
Samme år (2016) vandt hun DM i natorientering i damejunior-klassen.
Nikoline Splittorff fik sin debut på MTBO-landsholdet ved World Cuppen i MTBO i Portugal i 2018. Nikoline Splittorff cykler MTBO for FIF Hillerød Orientering. 

## Resultater i MTBO

### VM
Ved verdensmesterskabet (VM) i Bulgarien (2024) vandt Nikoline Splittorff to individuelle guldmedaljer: På langdistancen henholdsvis på massestarten. Hun vandt herudover guld som anden-rytter på kvinde-stafetholdet sammen med Cæcilie Rueløkke Christoffersen og Camilla Søgaard.
Nikoline Splittorff vandt også tre medaljer ved VM i Tjekkiet (2023): Guld på lang-distancen, sølv på mellem-distancen,  mens det blev til bronze på massestarten.
Ved VM i Sverige (2022) vandt Nikoline Splittorff guld på mellemdistancen og sølv på sprinten,. Som anden-rytter på kvinde-stafetholdet, vandt hun sølv sammen med Cæcilie Rueløkke Christoffersen og Camilla Søgaard.
I Finland (2021) vandt Nikoline Splittorff VM-guld på kvinde-stafetholdet sammen med Cæcilie Rueløkke Christoffersen og Camilla Søgaard.

### EM
Nikoline Splittorff har vundet EM-titlen syv gange og har herudover vundet tre EM-medaljer ved tre europamesterskaber.
Ved europamesterskabet (EM) i Litauen (2025) vandt Nikoline Splittorff guld i samtlige afholdte individuelle discipliner: Massestarten, mellemdistancen og sprintdistancen.
Ved EM i Polen (2024) vandt Nikoline Splittorff guld på såvel langdistancen som på sprintdistancen. 
I Portugal (2023) vandt hun guld på massestarten og sølv på mellemdistancen.
Mens Nikoline Splittorff vandt sølv på langdistancen i Litauen (2022).
I Portugal (2021) vandt Nikoline Splittorff guld ved EM på mellemdistancen
og bronze på langdistancen.

### World Cup
I både 2024 og 2023 vandt Nikoline Splittorff IOFs samlede World Cup i MTBO for kvinder. I 2024 indgik de syv bedste resultater fra ni World Cup-løb afholdt i tre lande. I 2023 indgik de syv bedste resultater ligeledes fra ni World Cup-løb afholdt i tre lande.
I 2022 blev Nikoline Splittorff nummer to i den samlede World Cup i MTBO, hvor de seks bedste resultater fra otte World Cup-løb afholdt i tre lande indgik.
Nikoline Splittorff har vundet to World Cup-sejre: På sprintdistancen ved World Cuppen i Letland (2024)  henholdsvis på mellemdistancen i Italien (2023).

### U23 World Cup og VM
I 2022 afholdt IOF den første World Cup i MTBO for unge under 23 år (U23). Her vandt Nikoline Splittorff guld i kvindernes samlede World Cup, der omfattede de fem bedste resultater fra i alt syv løb.
Det første U23 VM blev afholdt i Bulgarien i 2022. Der blev afviklet to discipliner: Langdistance og sprint. Nikoline Splittorff vandt guld på langdistancen og sølv på sprintdistancen.

### Junior-VM
Ved Junior-VM i Danmark i 2019 vandt Nikoline Splitorff tre guldmedaljer. Hun vandt guld på på massestarten og på mellemdistancen. Som afsluttende rytter på kvinde-stafetten vandt hun guld sammen med Christine Reibert Hansen og Annika Henriksen. På sprintdistancen vandt Nikoline Splittorff sølv.

### Junior-EM
Nikoline Splittorff vandt guld i samtlige discipliner ved Junior-EM i Tyskland i 2019: På langdistancen, mellemdistancen, sprinten og som afsluttende rytter på kvinde-stafetten sammen med Birka Øhlenschlæger Nielsen og Annika Henriksen.

### DM og MTBO i udlandet
Danske mesterskaber Nikoline Splittorff har vundet tre danmarksmesterskaber for senior-damer i MTBO.
To gange har Nikoline Splittorff vundet guld på mellemdistancen (2022 og 2023),  og én gang på sprintdistancen (2023). Hun har herudover vundet sølv to gange på lang-distancen (2021 og 2022).
I 2019 vandt Nikoline Splittorff sølv på sprintdistancen i dameklassen (D21), mens hun vandt guld i dame-juniorklassen (D20) på både langdistancen og mellem-distancen samme år. Herudover har hun vundet en bronzemedalje på sprint-distancen (2022)
Medaljeoversigt ved danske mesterskaber
2023
- Guld, Mellem – Hindsgavl
- Guld, Sprint – Kolding Syd

2022
- Guld, Mellem (Gribskov Vest)
- Sølv, Lang (Store Dyrehave)
- Bronze, Sprint (Hillerød Rådhus)

2021
- Sølv, Lang (Fussingø/Ålum)

2019
- Sølv, Sprint (Antvorskov Kasserne)

MTBO i udlandet I 2023 blev Nikoline Splittorff nr. 2 samlet set ved det tjekkiske MTBO 5-dages løb, idet hun både vandt massestarten (i øvrigt i samme tid som den danske landsholdsrytter Cæcilie Rueløkke Christoffersen)  og det femte løb med delvis valgfri rækkefølge af posterne samt blev nr. 2 på sprint-distancen.

## Andre udmærkelser
I 2024 blev Nikoline Splittorff valgt til ’Åres MTBO-rytter 2023’ efter afstemning blandt DOF’s medlemmer, mens det i 2019 var MTBO-udvalget i Dansk Orienterings-Forbund, der udnævnte Nikoline Splittorff til 'Årets MTBO-rytter 2019'.